# Керинейская лань
Керинейская лань (др.-греч. Κερυνῖτις ἔλαφος) — в древнегреческой мифологии священная лань Артемиды с золотыми рогами и медными копытами. Поимка лани стала третьим заданием микенского царя Еврисфея Гераклу. Сын Зевса год преследовал животное, дойдя до мифической страны Гипербореи. Существует несколько версий мифа относительно того, каким образом ему удалось поймать быстрое и неутомимое животное.

## Происхождение. Вид
Керинейская лань обладала медными копытами и золотыми рогами, в связи с чем Гигин называл это животное оленем. Существует две версии мифа относительно происхождения лани. По одной маленькая Артемида в предгорьях Парнаса увидела пять золоторогих ланей размером больше быков. Девочка догнала четырёх из них и запрягла в свою колесницу. Пятая же убежала, переплыла речку Келадон и поселилась в области Керинейского холма.
По другой версии керинейскую лань посвятила Артемиде Тайгета. Богиня, чтобы спасти плеяду от домогательства Зевса, превратила её в лань. После обратного превращения Тайгета и посвятила Артемиде керинейскую лань.

## Подвиг Геракла

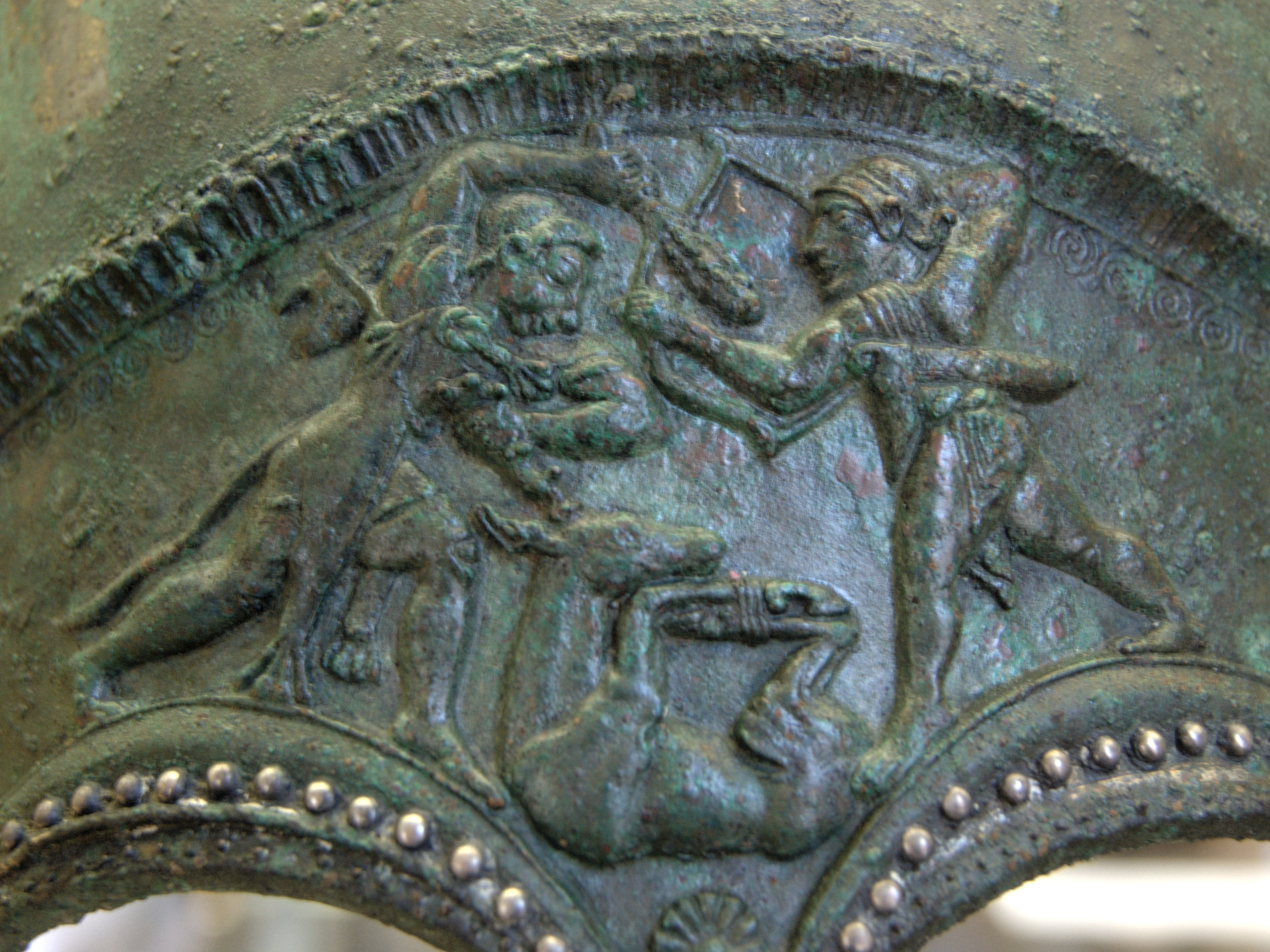
Деталь коринфского шлема V века до н. э. Геракл сражается с Аполлоном рядом со связанной керинейской ланью

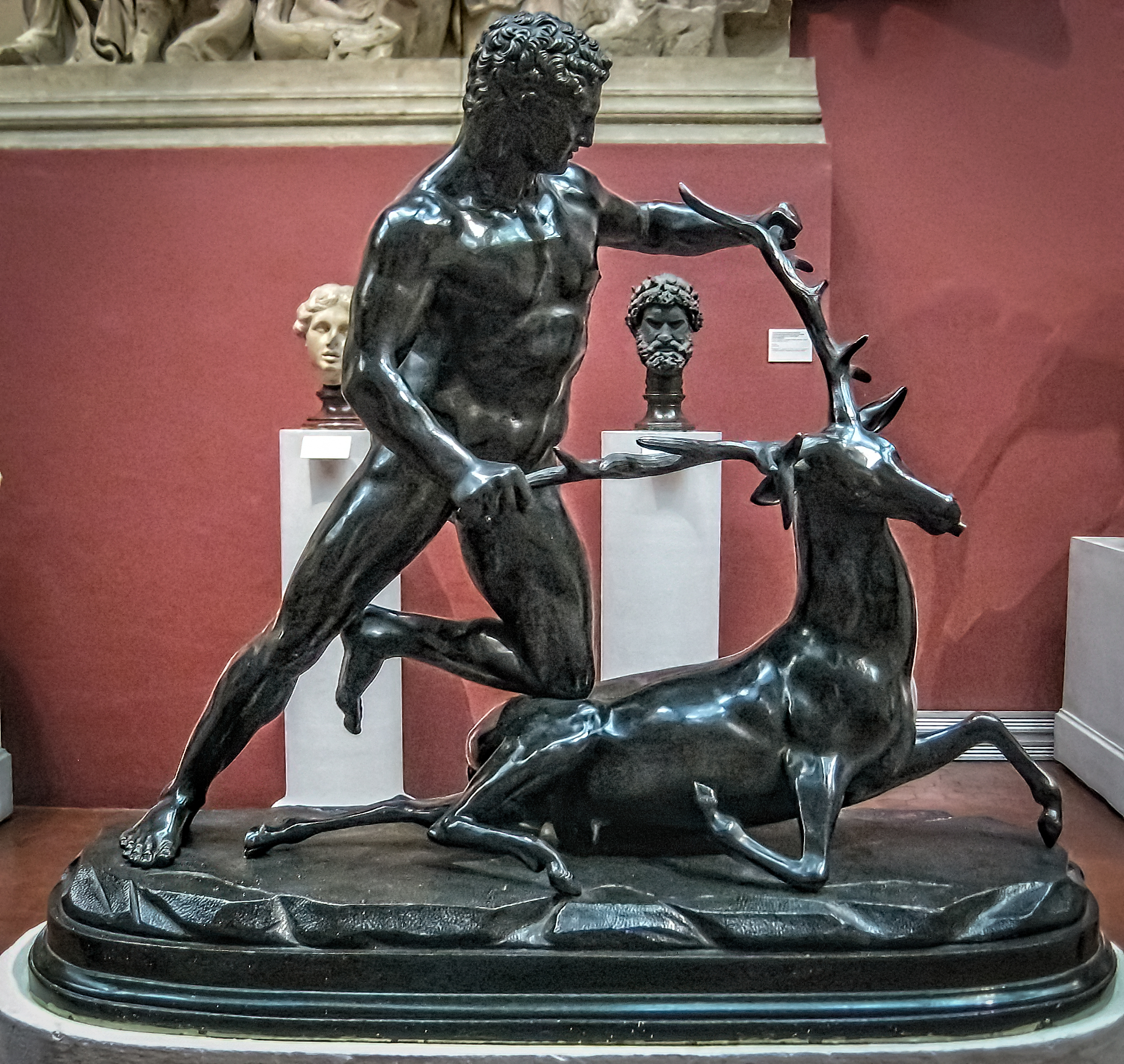
Геракл и керинейская лань. Античная римская копия с греческого оригинала Лисиппа. Региональный археологический музей Антонио Салинас, Палермо

Микенский царь Еврисфей велел Гераклу доставить лань живой в Микены. Задача оказалась сложной. Геракл год преследовал лань и даже в своей погоне достиг Гипербореи и Дуная, откуда принёс росток оливы. Впоследствии из него выросла олива в Олимпии. Герой попытался поймать животное, но оно ускользнуло от него и понеслось обратно на юг.
Существует несколько версий относительно того, как Геракл сумел поймать керинейскую лань. По одной версии животное было поймано сетью, по другой — захвачено во время сна, по третьей — Геракл уморил его непрерывной погоней. По Аполлодору, лань достигла горы Артемисий, а оттуда спустилась к реке Ладон. Когда лань была готова переплыть реку Геракл метким выстрелом ранил её в ногу, после чего смог схватить и связать.
По пути в Микены Геракл встретил Аполлона с Артемидой. Боги упрекнули героя за такое отношение к священному животному. Геракл объяснил им, что это приказ Еврисфея, который он должен выполнять. Боги приняли такое оправдание Геракла. Согласно археологическим данным, а именно наличию ряда изображений сражающегося Геракла и Аполлона рядом со связанной ланью, существовал вариант мифа, который не дошёл до наших дней в изложениях мифографов, согласно которому античному герою надо было ещё защитить с таким трудом пойманное животное. Впоследствии лань отпустили и она вернулась к Артемиде.

## В искусстве

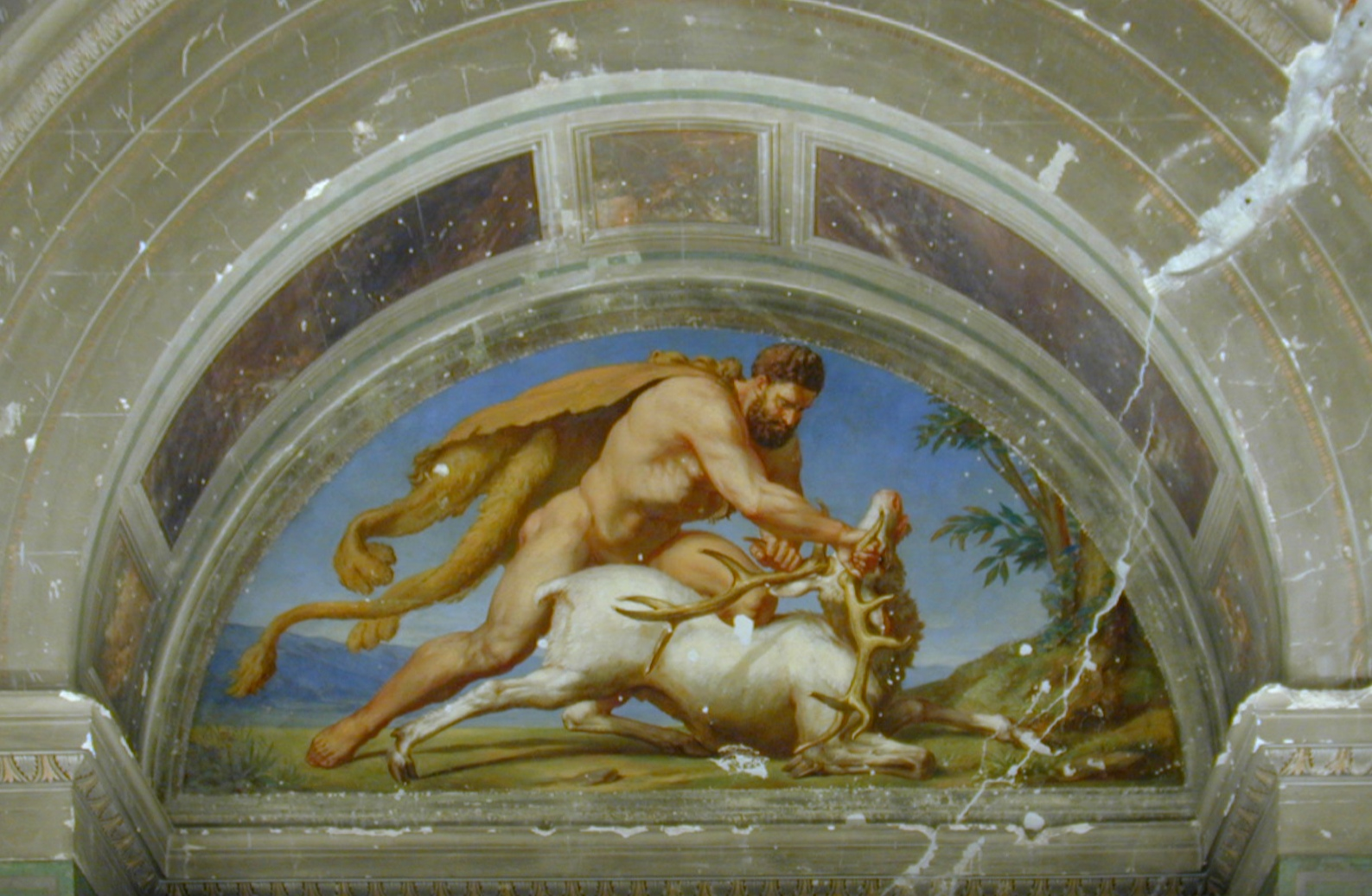
Геракл и керинейская лань. Адольф Шмидт, Новый музей, Берлин

Сюжет поимки керинейской лани не столь популярен, как других подвигов, таких как удушение немейского льва и уничтожение лернейской гидры. Однако и его среди прочих изображали на античных греческих и римских вазах, мозаиках, скульптурных группах и монетах. Известно несколько монетных типов времён правления Диоклетиана, Максимиана и Постума с Гераклом укрощающим керинейскую лань.